# دانيال رتش
دانيال رتش (بالإنجليزية: Daniel Ruch)‏ هو مدرب كرة قدم ولاعب كرة قدم أمريكي في مركز حراسة المرمى، ولد في 1983 في ريدجفيلد بارك في الولايات المتحدة. لعب مع فيرجينيا بيتش مارينرز.